# Subliminal (Maître Gims)
Subliminal è il primo album in studio del rapper e cantante congolese Maître Gims, pubblicato nel 2013 dalla Wati B.

## Tracce
1. Intro (2:49)
2. Meurtre Par Strangulation (4:23)
3. J'me Tire (4:10)
4. Freedom (H Magnum) (3:44)
5. VQ2PQ (3:41)
6. Ca Décoiffe (Black M, JR O Crom) (4:37)
7. One Shot (Dry) (3:26)
8. Où Est Ton Arme (Maska) (4:27)
9. Interlude (1:40)
10. La Chute (4:05)
11. Ca Marche (Shin Sekaï) (3:42)
12. Epuisé (3:47)
13. Laisse Tomber (Docteur Beriz, Insolent) (4:26)
14. A La Base (4:06)
15. Pas Touché (Pitbull) (3:40)
16. Outsider (Dadju, Beidjik) (5:00)
17. Bella (3:45)
18. Changer (3:31)